# Rahmaniyya

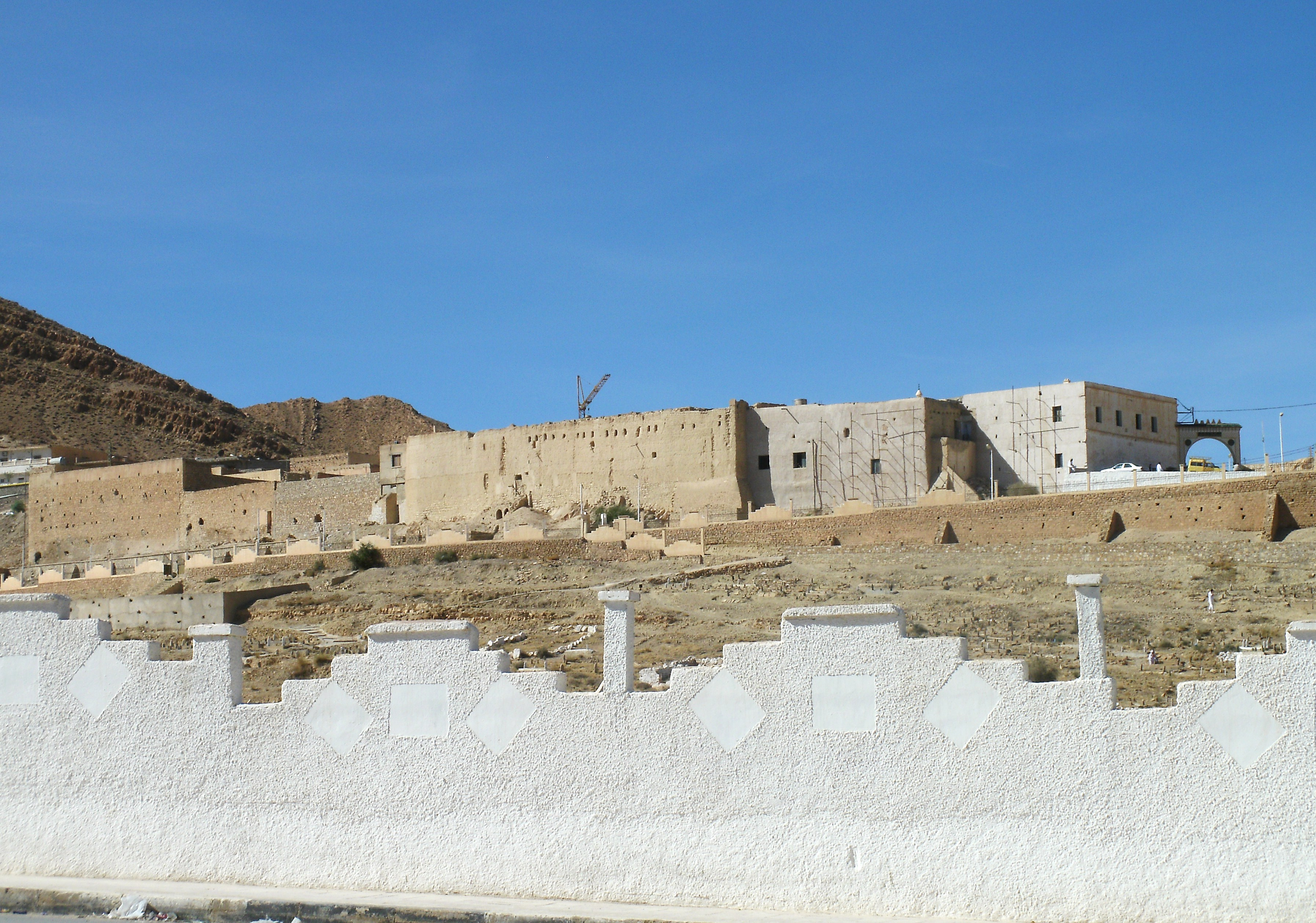
Zawiyet El Hamel

Rahmaniyya (arabiska: رحمانيه, kabyliska: tarahmanit) är ett sufiskt religiöst ordenssällskap som bildades under 1700-talet och som är namngiven efter Sidi M'Hamed Bou Qobrine.
Rahmani brukar uppfattas som en fri och öppen del av islam. Anhängare finns mestadels i sydvästra Algeriet.